# Laudetur Iesus Christus
Laudetur Iesus Christus lub Laudetur Jesus Christus (z łaciny: Niech będzie pochwalony Jezus Chrystus) – tradycyjne powitanie rzymskokatolickie, używane przez członków tej wspólnoty religijnej, popularne także w Polsce.
Odpowiedzią na powitanie jest na ogół „in saecula saeculorum. Amen.“ („na wieki wieków. Amen.“) lub „Nunc et in aeternum! Amen" („teraz i zawsze! Amen“). 
Zgromadzenie Misjonarzy Oblatów Maryi Niepokalanej używa powitania „Laudetur Iesus Christus et Maria Immaculata“ („Niech będzie pochwalony Jezus Chrystus i Maryja Niepokalana.“).
Zwrot ten jest także mottem Radia Watykańskiego.
W formie skróconej (pochwalony) występuje w porzekadle: Pomiotło się przywlekło, pochwalon nie rzekło.